# Tetragnatha esakii
Tetragnatha esakii là một loài nhện trong họ Tetragnathidae.
Loài này thuộc chi Tetragnatha. Tetragnatha esakii được miêu tả năm 1988 bởi Okuma.